# Ingemar Glemme
Nils Harry Ingemar Glemme, född 3 augusti 1923 i Ås församling, Hallands län, död 25 december 2006 i Råsunda församling, Stockholms län, var en svensk präst och TV-producent. Han var måg till Elis Malmeström.

## Biografi
Ingemar Glemme föddes 1923 i Ås församling. Han var son till kyrkoherden Sigurd Glemme och Greta Bagge. Glemme avlade filosofie kandidatexamen vid Uppsala universitet 1944, teologie kandidatexamen 1947 och teologie licentiatexamen 1956. Efter prästvigningen i Göteborg 1948 tjänstjorde han som präst i olika församlingar. Glemme var skolsekreterare vid Svenska kyrkans diakonistyrelse 1953–1955, andreredaktör för Vår kyrka 1955–1960, komminister i Spånga församling 1960–1969, chefredaktör för Svensk kyrkotidning 1962–1965, producent vid TV 1 1969–1982, kyrkoadjunkt i Kungsholms församling 1982–1984 och kyrkoherde där 1984–1988. Glemme avled 2006 i Råsunda församling. Han vilar på Norra begravningsplatsen utanför Stockholm.